# Euthalia gardineri
Euthalia gardineri är en fjärilsart som beskrevs av Hans Fruhstorfer 1907. Euthalia gardineri ingår i släktet Euthalia och familjen praktfjärilar. Inga underarter finns listade i Catalogue of Life.